# 카를 마르코비츠
카를 마르코비츠(Karl Markovics, 1963년 8월 29일 ~ )는 오스트리아의 배우이다.

## 주요 출연 작품
- 《라데군트》
- 《그랜드 부다페스트 호텔》
- 《루돌프 황태자의 마지막 사랑》